# Valeria Petrova
Valeria Petrova (* 22. Februar 1996 in Tallinn) ist eine estnische Tischtennisspielerin.                                                                              
Sie wurde im Alter von 16 Jahren erstmals estnische Meisterin. Sie ist Rechtshänderin und verwendet die europäische Shakehand-Schlägerhaltung. Bisher (2020) nahm sie an drei Europameisterschaften und fünf Weltmeisterschaften teil.                                                                                              

## Turnierergebnisse
| Verband | Veranstaltung       | Jahr | Ort        | Land | Einzel     | Doppel    | Mixed      | Team |
| ------- | ------------------- | ---- | ---------- | ---- | ---------- | --------- | ---------- | ---- |
| EST     | Europameisterschaft | 2019 | Nantes     | FRA  |            |           |            | 32   |
| EST     | Europameisterschaft | 2013 | Schwechat  | AUT  |            |           |            | 29   |
| EST     | Europameisterschaft | 2012 | Herning    | DEN  | Qual.      |           |            |      |
| EST     | World Tour          | 2014 | Helsinki   | FIN  | letzte 64  |           |            |      |
| EST     | Weltmeisterschaft   | 2018 | Halmstad   | SWE  |            |           |            | 53   |
| EST     | Weltmeisterschaft   | 2017 | Düsseldorf | GER  | letzte 128 | letzte 32 | letzte 128 |      |
| EST     | Weltmeisterschaft   | 2014 | Tokio      | JPN  |            |           |            | 49   |
| EST     | Weltmeisterschaft   | 2013 | Paris      | FRA  | Qual.      | letzte 64 | letzte 64  |      |
| EST     | Weltmeisterschaft   | 2012 | Dortmund   | GER  |            |           |            | 61   |